# Fox (Wabash)

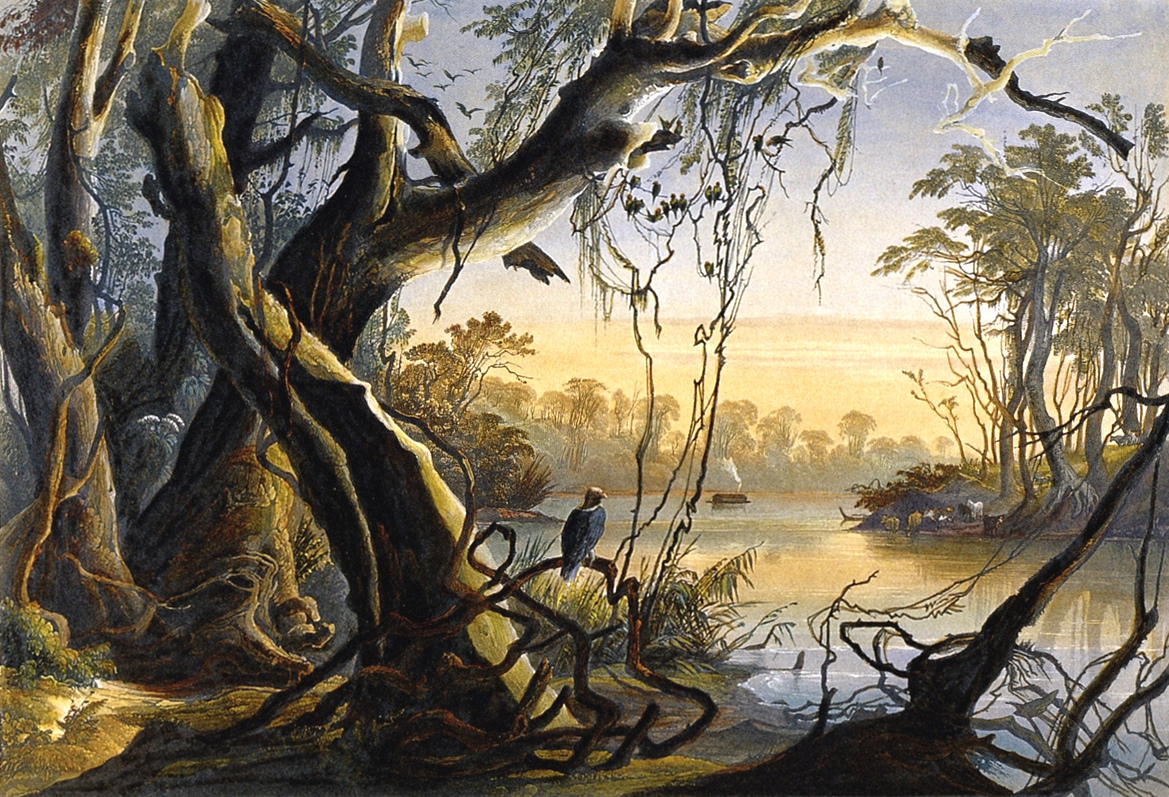
Monding van Fox River (Wabash). Kunst (19e eeuw) door Karl Bodmer en later Sigismond Himely

De Fox (Engels: Fox River) is een zijrivier van de rivier de Wabash. De Fox stroomt door de staten Illinois en Indiana. De laatste 10 kilometer van de bedding van de rivier vormt deze de staatsgrens tussen de twee staten. De Fox mondt uit in de Wabash zo'n drie kilometer ten zuidwesten van New Harmony.